# Vent Soufflé
Vent Soufflé est un sommet situé dans les monts Caraïbes au Sud de l'île de Basse-Terre en Guadeloupe. S'élevant à 685 mètres d'altitude, il est localisé à la limite des territoires des communes de Vieux-Fort et de Gourbeyre.
Il est le point culminant des monts Caraïbes.